# Shōhei Ōoka
Shōhei Ōoka (大岡 昇平, Ōoka Shōhei, on trouve aussi la graphie O-oka), né le 6 mars 1909 à Tokyo et mort le 25 décembre 1988 dans la même ville, est un romancier japonais, également critique littéraire et traducteur de littérature française. Ōoka appartient à ce groupe d'écrivains d'après-guerre pour lesquels la Seconde Guerre mondiale occupe une importance considérable dans leurs œuvres. Tout au long de sa vie, il publia des nouvelles et des critiques dans presque tous les magazines littéraires du Japon.

## Biographie
Ōoka est né à Tokyo. Ses parents venaient de la préfecture de Wakayama ; son père était agent de change. Élevé dans l'amour de la littérature dès son plus jeune âge, il apprend le français au lycée, puis est diplômé de littérature de l'université de Kyoto. Ses parents lui donnèrent comme précepteur Kobayashi Hideo, qui lui fit connaître le poète Chūya Nakahara, le critique Tetsutarō Kawakami et d'autres figures du milieu littéraire.
Après avoir obtenu son diplôme de l'université de Kyoto en 1932, il devient journaliste au Kokumin Shimbun, qu'il quitte au bout d'une année pour se consacrer à la traduction en japonais des œuvres de Stendhal et d'autres auteurs européens. En 1938, pour gagner sa vie, il trouve un emploi de traducteur dans une entreprise franco-japonaise de Kōbe, Teikoku Sansō, filiale japonaise du groupe français l'Air liquide.
En 1944, il est incorporé dans l'armée, et après seulement trois mois d'instruction envoyé sur la ligne de front dans l'île de Mindoro aux Philippines. En janvier 1945, atteint de la malaria, il est capturé par l'armée américaine et envoyé dans un camp de prisonniers sur l'île de Leyte. Avoir participé à la défaite mais avoir survécu, alors que tant d'autres étaient morts, lui fut un traumatisme. Il regagne le Japon à la fin de l'année 1945.

## Carrière littéraire
Ce n'est qu'après la guerre que Ōoka commence sa carrière d'écrivain. Sur la recommandation de Hideo Kobayashi, il publie un récit autobiographique sur son expérience de prisonnier de guerre, intitulé Furyo ki (Journal d'un prisonnier de guerre), en plusieurs livraisons entre 1948 et 1951. Cette publication, ainsi que le prix Yokomitsu en 1949, l'encouragèrent à poursuivre sa carrière littéraire.
Il publie ensuite Musashino fujin, (La Dame de Musashino, 1950), un roman psychologique dans la lignée de Stendhal, se déroulant à Musashino, petite ville de la banlieue ouest de Tokyo où Shōhei Ōoka résida.
Son roman le plus connu, Nobi (Les Feux, 1951), bien reçu par la critique, remporte le prestigieux prix Yomiuri en 1951. Tenu pour l'un des romans les plus importants de la période d'après-guerre, inspiré assez librement de sa propre expérience, Nobi explore la signification de l'existence humaine à travers la lutte pour la survie d'hommes qui, poussés par la faim, en arrivent à commettre des actes de cannibalisme. Ce roman a été adapté à deux reprises au cinéma : par Kon Ichikawa en 1959 (Les Feux dans la plaine) puis par Shin'ya Tsukamoto en 2014 (Fires on the Plain).
En 1958, loin de ses premières préoccupations, Ōoka publie Kaei (L'Ombre des fleurs), dans lequel il dépeint la lutte puis la résignation d'une hôtesse de boîte de nuit dans le Ginza décadent de la fin des années 1950. Kaei remporta le prix Shichosha en 1961.
Ōoka a écrit des biographies de Chūya Nakahara et Tarō Tominaga. En 1953 et 1954, il fut Fulbright Visiting Professor à l'université Yale. Il fut chargé d'enseignement en littérature française à l'université Meiji à Tokyo.
À la fin des années 1960, Ōoka revint à son sujet de prédilection : la guerre dans le Pacifique et la défaite des Japonais aux Philippines, pour l'un de ses derniers ouvrages, un roman historique, Reite senki, relatant la bataille de Leyte, pour lequel il entreprit pendant trois ans des recherches très complètes. Il envisage la guerre du point de vue d'un participant qui, en dépit de réserves morales, est obligé d'obéir.
Ōoka est mort en 1988 à l'âge de 79 ans. Sa tombe se trouve à Tama Reien, dans la banlieue de Tōkyō.
En octobre 1994, l'écrivain japonais Kenzaburō Ōe reçut le prix Nobel de littérature et commenta au New York Times que Shohei Ōoka était un des écrivains qui lui avaient « ouvert la voie. »

## Œuvres traduites en français
- 1936 : Stendhal (1783-1842) (スタンダール (1783-1842)), dans La Nouvelle Revue Française no 599-600 (Du Japon - p. 174-184), essai traduit par Julie Brock, mars 2012.
- 1949 : Journal d'un prisonnier de guerre (俘虜記), récit traduit par François Campoint, Belin, 2007.
- 1950 : La Dame de Musashino (武蔵野夫人), roman traduit par Thierry Maré, Editions Philippe Picquier, 1991 ; réédition Picquier Poche, 2002.
- 1950 : Le Regard de la sentinelle (Hoshô no me ni tsuite), dans Anthologie de nouvelles japonaises contemporaines (Tome I), nouvelle traduite par Claude Péronny, Gallimard, 1986.
- 1952 : Les Feux (野火), roman traduit par Selichi Motono, Editions du Seuil, 1957. Nouvelle traduction par Rose-Marie Makino-Fayolle, Editions Autrement, 1995 (réédition 2019) ; réédition Le Livre de Poche (Biblio), 2003.
- 1953 : You are heavy (Yu â hevi), dans Les Ailes La Grenade Les Cheveux blancs et douze autres récits (1945-1960), nouvelle traduite par Anne Sakai, Editions Le Calligraphe-Picquier, 1986 ; réédition Editions Philippe Picquier, 1991 ; réédition sous le titre Anthologie de nouvelles japonaises (Tome II - 1945-1955) - Les Ailes La Grenade Les Cheveux blancs, Picquier poche, 1998.
- 1961 : L'Ombre des fleurs (花影) roman traduit par Anne Bayard-Sakai, Editions Philippe Picquier, 1991 ; Picquier Poche, 1995.
- 1980 : L'Enterrement d'Ophélie (extrait de ハムレット), dans Amours - Anthologie de nouvelles japonaises contemporaines Tome 3, nouvelle traduite par Jean-Jacques Tschudin, Éditions du Rocher, 2008.
- 1983 : Un aigle (Taka), dans Spirales no 28-29 (p. 30-37), traduit par Madeleine Lévy et Nicolas Sauvage, septembre-octobre 1983.
- 1986 : Lettre à mes amis français, dans Écritures japonaises, texte traduit par Hasae Fusako, Centre Georges-Pompidou, 1986.

## Adaptations de ses œuvres au cinéma
- 1951 : La Dame de Musashino (武蔵野夫人, Musashinofujin) de Kenji Mizoguchi
- 1959 : Feux dans la plaine (野火, Nobi?) de Kon Ichikawa
- 1978 : L'Incident (事件, Jiken?) de Yoshitarō Nomura
- 2014 : Fires on the Plain (野火, Nobi?) de Shin'ya Tsukamoto